# Smermisia holdridgi
Smermisia holdridgi är en spindelart som beskrevs av Miller 2007. Smermisia holdridgi ingår i släktet Smermisia och familjen täckvävarspindlar.
Artens utbredningsområde är Costa Rica. Inga underarter finns listade i Catalogue of Life.